# Kalózok (Jazz+Az-filmzene-album)
A Kalózok című filmzene album Geszti Péter csapatának első albuma, mely 1998-ban jelent meg, CD-n és kazettán, majd 25 évvel később bakelit lemezen is a bakelitfutár jóvoltából. Az első 250 db lemez sorszámozott limitált kiadásban. A hanglemezek a holland Record Industry lemezgyárban készültek 180 grammos vinylen.

## Előzmények
A formáció Geszti Péter ötlete alapján született meg az 1997-es  A miniszter félrelép és az 1998-ban forgatott, majd 1999-ben bemutatott "Kalózok" című magyar filmek nyomán. A filmzene album létrehozásához Dés László zeneszerzőt kérte fel Geszti, akivel már 1996-ban együtt dolgozott a A Dzsungel könyve című musicalen. A filmzene albumra Geszti írta a szövegeket, a rapbetétekkel átszőtt, fülbemászó dallamvilágú, ám igényes hangszerelésű zeneszámokhoz. Vokalistának három fiatal és tehetséges énekesnőt kért fel: Kozma Orsolyát, Váczi Esztert és Behumi Dorottyát.
A filmzene sikeresebb lett, mint maga a film, melyet 1999-ben mutattak be a nagyközönségnek. 

## Számlista
LP Bakelitfutár BFUT-005
| 1. | Megint hétfő      | Dés László | 4:49 |
| 2. | Ma jól vagyok     | Dés László | 4:16 |
| 3. | Nana!             | Dés László | 4:05 |
| 4. | Lusta szerető     | Dés László | 4:13 |
| 5. | Csepp a tengerben | Dés László | 4:07 |

| 1. | Mint a mókus             | Dés László                    | 4:13 |
| 2. | Valahol biztos unnak már | Dés László                    | 4:54 |
| 3. | Mit tehet a sejt?        | Joey Cavaseno · Irvine Veldon | 3:45 |
| 4. | Csináld rosszul!         | Dés László                    | 4:03 |
| 5. | Legyen végre más!        | Dés László                    | 4:06 |

## Slágerlista
| Slágerlista (2020)       | Helyezések |
| ------------------------ | ---------- |
| Album Top 40 Slágerlista | 46         |

## Közreműködő előadók
- Háttérének – Fehér Gábor, Jamie Winchester, Péhly Barnabás, Szolnoki Péter, Tunyogi Orsi
- Basszusgitár [Hamer Cruise Bass] – Studniczky László "Zsatyi"
- Borítóterv, Design – Stella Gábor
- Dobok – Borlai Gergő
- Dobprogramok – Dorozsmai Péter
- Dob, Dobprogramok – Szentmihályi Gábor "Michel"
- Hangmérnök – Dorozsmai Péter, Reményi László
- Gitár – Kormos János, László Attila, Sipeki Zoltán "Pipi"
- Billentyűs hangszerek – Lehr István, Kaltenecker Zsolt
- Dalszövegek – Geszti Péter, Nemes István
- Mix – Freddy Albreksten
- Zeneszerzők – Dés László, Joey Cavaseno, Irvine Weldon
- Ütőhangszerek – Dés András
- Fotók – Kende Tamás
- Stúdiófotók – Vas János
- Zenei producer, billentyűs hangszerek, szoprán, és tenor szaxofon – Dés László
- Producer, Trombita – Gőz László
- Rap, Ének – Geszti Péter
- Tenor és alto szaxofon – Csejtei Ákos
- Trombita – Fekete Kovács Kornél, Magyar Ferenc
- Ének, Háttérének – Behumi Dorottya., Kozma Orsolya, Váczi Eszter

## Videoklipek
- Csepp a tengerben [6]
- Megint hétfő [7]